# Laila Nielsen

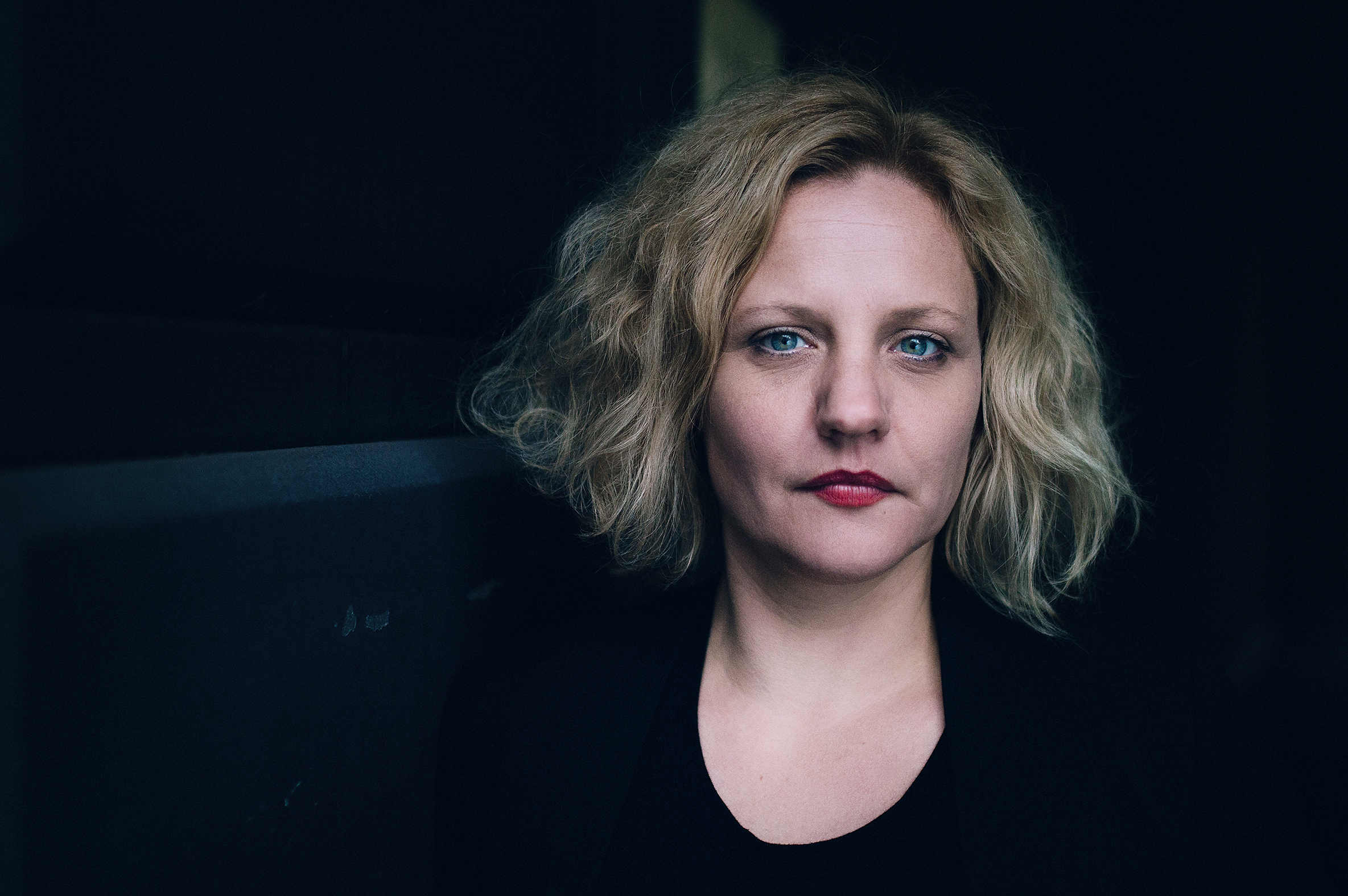
Laila Nielsen (2019)

Laila Nielsen (* 14. April 1980 in Basel, Schweiz) ist eine schweizerisch-deutsche Film- und Theaterschauspielerin.

## Leben
Nielsen wuchs mit ihrer Mutter und ihrer Zwillingsschwester vorwiegend im Kanton Bern in der Schweiz auf. Ihr Vater lebt in Dänemark. Durch ihre Mutter, die freie Journalistin für den Kulturbereich einer Tageszeitung war, kam sie früh in Berührung mit dem Theater. Sie und ihre Schwester wurden zu Theater-, Ballett- und Opernvorstellungen mitgenommen und Laila Nielsen stellte schon im Kindergartenalter fest, dass sie Schauspielerin werden wollte. Von 1998 bis 2002 studierte sie dann an der Hochschule für Musik und Theater in Bern Schauspiel. Nach einem ersten Stückvertrag am Schauspielhaus Zürich entschied sie sich für die Freiberuflichkeit. Seit 2004 arbeitet sie  mit der Theatergruppe Fringe Ensemble in Bonn, mit der sie international unterwegs ist. Von 2012 bis 2019 arbeitete sie eng mit der Schaubühne Lindenfels in Leipzig zusammen.
Laila Nielsen spielte unter anderem die Hauptrolle in dem Schweizer Fernsehfilm Lago Mio von Jann Preuss. Weitere Filmengagements in der Schweiz und in Deutschland folgten.
Laila Nielsen lebt seit 2009 mit ihrem Mann und ihren beiden Töchtern in Leipzig.

## Filmografie
- 2003: Achtung, fertig, Charlie! (Kinofilm)
- 2003: Helvetia (Kurzfilm)
- 2003: sos sms (Kurzfilm)
- 2004: Lago Mio (Spielfilm)
- 2004: Alphateam – Die Lebensretter im OP (Serie)
- 2006: Der leere Briefkasten Kurzfilm (Kurzfilm)
- 2008: Die Standesbeamtin (Kinofilm)
- 2010: Anna und die Liebe (Serie)
- 2011: SOKO Leipzig (Serie)
- 2013: Heiter bis tödlich – Akte Ex Serie (Serie)
- 2014: Ein Fall von Liebe – Das Geisterhaus (Serie)
- 2018: Seitentriebe (Serie)
- 2018: SOKO Wismar (Serie)
- 2023: Die Q ist ein Tier (Spielfilm)
- 2024: Familie Anders: Mann Nummer 1 (Fernsehreihe)

## Theater
- 2012–2014: Völkerschlachten (fringe ensemble bonn)
- 2014–2016: Arbeitsschlachen – Vor den Hunden Theater aus Europa (fringe ensemble bonn / Schaubühne Lindenfels Leipzig)
- 2015: Black Water (fringe ensemble bonn / University Cape Cost Ghana)
- 2015: Brodsky (Schaubühne Lindenfels Leipzig)
- 2015: Das große Welttheater I / Moby Dick (fringe ensemble bonn)
- 2016–2017: LANDSCHAFT MIT KöNIGSTöCHTERN (Schaubühne Lindenfels Leipzig)
- 2016–2018: LOST IN LANGUAGE (Theater Kumbaraci50, Istanbul / fringe ensemble bonn)
- 2016: Landschaft mit Königstöchtern (Schaubühne Lindenfels Leipzig)
- 2017–2018: ANATOMIE WOYZECK – BüCHNERZYKLUS TEIL 1 (Schaubühne Lindenfels Leipzig)
- 2017: Angst, geh spielen (erweiterte zugeständnisse leipzig/wien und Schaubühne Lindenfels Leipzig)
- 2017: Es kann nur einer Sieger sein (fringe ensemble bonn)
- 2017: Mr. Miller goes to Budapest (Goethe-Institut Zimmertheater Budapest und Schaubühne Leipzig)
- 2018–2019: Brillante Saleté (fringe ensemble / Theater Bonn / Espace culturel Gambidi Ouagadougou)
- 2018–2019: Käthe – Vom Leben/Gezeichnet (erweiterte zugeständnisse leipzig/wien und Schaubühne Lindenfels Leipzig)
- 2018: Georg Büchners Fragmentstück (Schaubühne Lindenfels Leipzig)
- 2019–2020: Lieber Gold im Mund als Porzellan im Safe (fringe ensemble / Theater Bonn / Espace culturel Gambidi Ouagadougou)
- 2019: Border off Border (fringe ensemble bonn)
- 2019: Lenz in Metropolis (Schaubühne Lindenfels Leipzig)
- 2020: Maps to Utopia (fringe ensemble bonn)